# Col de Braus
Il Col de Braus è un valico alpino posto a quota 1.002 m s.l.m.. Collega L'Escarène, nella vallata del torrente Paglione (Paillon), con Sospello, situato nella valle del torrente Bevera. Sovrasta la galleria ferroviaria della linea Nizza-Cuneo.

## Storia
Importante via di collegamento tra la costa e il Piemonte meridionale, rappresentando per Casa Savoia la via per raggiungere il loro unico porto ossia Nizza, con il passare degli anni ha gradualmente perso importanza commerciale, specialmente da quando, con la unificazione doganale italo-francese conseguente al trattato di Maastricht, l’autostrada fra Nizza e Ventimiglia è divenuta anche per i francesi il percorso più comodo per raggiungere l’alta valle della Roia. Nell'ultimo decennio la bellezza dei luoghi e gli aspri tornanti hanno riconsegnato una certa notorietà ai luoghi grazie al cicloturismo. La zona del col del Braus è anche conosciuta perché teatro negli anni di prove speciali del leggendario rally di Montecarlo. Risulta inoltre un accesso alternativo, via col de l'Orme, attraverso la D21, per raggiungere via Peira Cava, il leggendario Col de Turini. Secondo un'interpretazione, il Col de Braus, essendo al limite della Valle del Roia, è considerato uno dei limiti della regione geografica italiana.